# Abe Sinzó
Abe Sinzó (安倍 晋三; Hepburn: Abe Shinzō; IPA: [abe ɕindzoː]; Nagato, 1954. szeptember 21. – Nara, 2022. július 8.) japán politikus, a jobboldali Liberális Demokrata Párt elnöke és Japán miniszterelnöke 2006–2007 és 2012–2020 között, amivel Japán történelmének leghosszabb ideig hivatalban lévő miniszterelnöke.
Abét 2006 szeptemberében, a japán országgyűlés soron kívüli ülésén választották meg először miniszterelnöknek, amikor 52 évesen az ország legfiatalabb háború utáni és első háborút követően született miniszterelnöke lett. 2007 szeptemberében váratlanul mondott le több hónapnyi politikai nyomás és népszerűtlenség miatt. A miniszterelnöki poszton Fukuda Jaszuo követte, akivel kezdődően Japánnak öt olyan miniszterelnöke volt, akik 16 hónapnál rövidebb ideig maradtak az ország élén.
2012-ben Abe visszatért a japán politika élvonalába. Szeptemberben újraválasztották pártja élére, és decemberben a Liberális Demokrata Pártot elsöprő választási győzelemre vezette, így Josida Sigeru óta ő lett az első japán miniszterelnök, aki visszatért a miniszterelnöki posztra. 2014-ben és 2017-ben is kétharmados választási győzelmet aratott pártjával és koalíciós partnerével, a Kómeitó párttal. 2020. augusztus 28-án bejelentette, hogy lemond posztjáról, felerősödő krónikus betegsége miatt. Abe tinédzser kora óta Crohn-betegségben szenvedett.
Abe politikai dinasztia sarja volt. Politikatudományi szakon végzett Japánban és az Egyesült Államokban. A magánszektorban dolgozott 1982-ig, amikor kormányzati hivatalban kapott állást. 1993. július 18-án megnyerte a képviselőházi választást Jamagucsi prefektúra 4. választókerületében. Mori Josiró és Koizumi Dzsunicsiró kormányzása alatt több poszton szolgált, az utóbbi kormányában (2005. október 31-e és 2006. szeptember 26-a között) a kabinet főtitkáraként. Országos ismertséget az Észak-Korea elleni kemény állásfoglalásával szerzett, amely elősegítette abban is, hogy az LDP elnökévé és Japán miniszterelnökévé váljon. Abe Jamagucsi prefektúra 4. választókerületének képviselője volt a japán parlament alsóházában. Ezt a tisztséget 1995. október 20-tól töltötte be.
2022. július 8-án Narában egy kampányrendezvényen meggyilkolták.

## Családja
Abe édesapja, Abe Sintaró a japán Liberális Demokrata Párt főtitkára volt, és több miniszteri posztot is betöltött. Édesanyja, Kisi Jóko, Kisi Nobuszuke lánya. Nobuszuke 1957 és 1960 között Japán miniszterelnöke volt. Apai nagyapja, Abe Kan, egy Jamagucsi prefektúrabéli település polgármestere, majd később a parlament alsóházának tagja volt. Abe nagy-nagybátyja, Szató Eiszaku, szintén japán kormányfő volt, 1964 és 1972 között. Bátyja, Kisi Nobuo szintén politikus, a Tanácsosok Házának tagja.
Felesége Abe Akie, leánykori nevén Macuzaki Akie volt, akivel 1987-ben kötöttek házasságot. Akie háziasszony és alkalmi rádiós lemezlovas. Közös gyermekük nem született.

## Fiatalkora

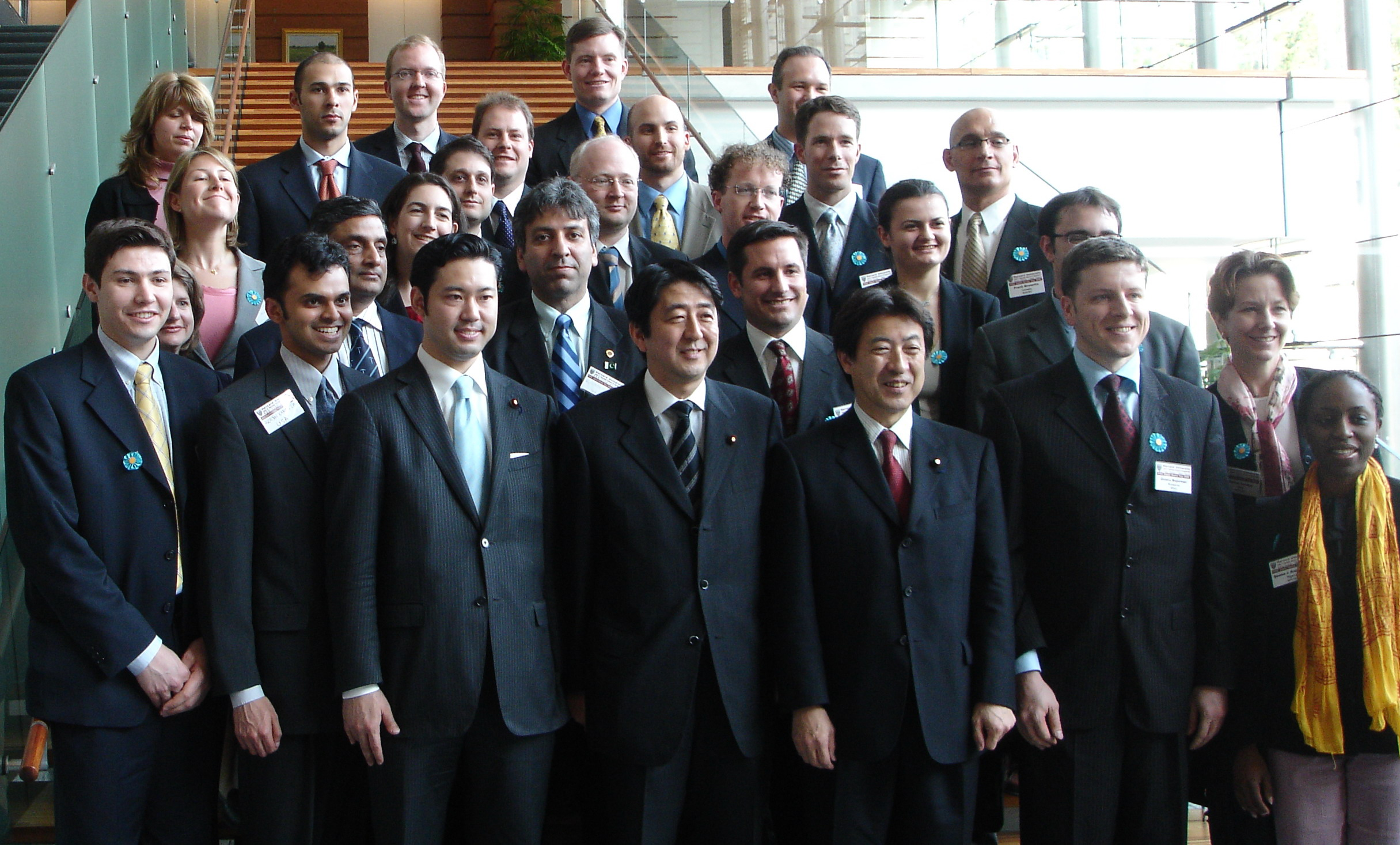
Az akkor még főállamtitkár Abe a Harvard Egyetem diákjainak egy csoportjával. Siozaki Jaszuhisza, volt államtitkára, balra áll tőle

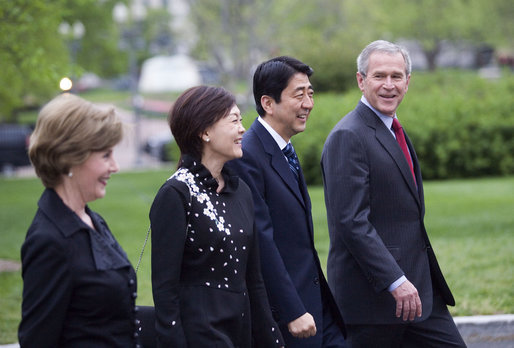
Abe és felesége az amerikai elnöki párral

Abe Nagato városában született, ám nem sokkal később családjával Tokióba költözött. A Szeikei Gakuen Alapiskolán tanult, a középiskolai végezettséget a Szeikei Középiskolán szerezte meg. Iskoláiban liberális nézeteket tanítottak neki és diáktársainak, önállóságra nevelték őket. 1977-ben végzett a Szeikei Egyetem jogi karán, ahol politikatudományt hallgatott. Az egyetem elvégzése után az Egyesült Államokba költözött, ahol angolul tanult és a Dél-kaliforniai Egyetemre járt. Japánba való visszatérésekor, 1979-ben, a Kobe Steelnél, az ország egyik legnagyobb acélipari cégénél kezdett dolgozni. A vállalatot 1982-ben hagyta el. Számos kormányzati tisztséget töltött be: dolgozott a külügyminiszter személyes tanácsadójaként, az LDP-főtanács vezetőjének és az LDP főtitkárának titkáraként is.

## Politikai pályája
1993-ban, két évvel édesapja halála után, Abet a Jamagucsi prefektúra 1. választókörletének parlamenti képviselőjévé választották. A prefektúra történelmének legtöbb szavazatát kapta meg. 1996-ban már a prefektúra 4. választókerülében jelöltette magát képviselőnek, sikeresen. 1999-ben az országgyűlés szociális bizottságának vezetője lett. 2000 és 2003 kötött, Mori Josiró és Koizumi Dzsunicsiró kormányában a kormány főtitkárának helyettese volt. 2003-ban jelölték az LDP elnöki posztjára, de a választásokat elvesztette Koizumi javára.
Abe volt a japán kormány fő tárgyalója az Észak-Koreába elhurcolt japán állampolgárok családjai részéről. 2002-ben elősegítette és részt is vett a Koizumi és Kim Dzsongil közti találkozón. Az észak-koreai vezérrel ellenkezve kitartott az elraboltak Japánba való látogatásai mellett, amivel országos ismertséget szerzett.
2005. október 30-án Koizumi Hoszoda Hirojuki utódaként a kormány főtitkárának nevezte ki.
Az LDP-n belül egy kutatócsoport vezetője volt, amely a túlzott szexuális és nemtől független oktatásról végzett közvéleménykutatást. A csapat kifogásolta, hogy a tantermi segédeszközöket a diákok korát figyelembevétele nélkül választják meg. A fiúk és lányok hagyományos fesztiváljának betiltását és a két nem együttes testnevelési oktatását is ellenezték. A csoport a Demokrata Párttal szemben helyezkedett el, amely támogatta az ilyen politikát.
2006. szeptember 20-án a kormányzó LDP elnöke lett. Fő ellenfelei a pártelnöki és egyben miniszterelnöki posztra Tanigaki Szadakazu és Aszó Taró voltak. A kezdeti felmérések alapján a legesélyesebb Fukuda Jaszuo volt, de ő később nem indult a választásokon. Mori Josiró korábbi miniszterelnök, akinek a frakciójába Fukuda és Abe is tartozott, Abe Sinzót támogatta.
2006. szeptember 26-án Abet megválasztották miniszterelnöknek az országgyűlés alsóházában 475-ből 339 szavazattal és a felsőházban döntő többséggel.

## Első miniszterelnöki ciklusa (2006–2007)
Tervei szerint megreformálta volna az oktatásügyet, állandó helyet szerzett volna Japánnak az ENSZ Biztonsági Tanácsában, a költségvetésben pótolta volna a kieső bevételeket miközben megőrizte volna a bruttó hazai termék 3%-os növekedését és javította volna Japán kapcsolatait Dél-Koreával és Kínával.

### Belpolitikája
Megválasztása után Abe elkötelezte magát a Koizumi-féle költségvetési politika folytatása mellett. Pénzügyminiszterének az adószakertő Omi Kódzsit választotta, aki adónöveléssel kívánta pótolni a költségvetési hiányt. A miniszterelnök ettől elhatárolódott és a kiadások csökkentését választotta a költségvetés helyreállítására.
Kormányzása alatt a legnagyobb port a történelemkönyvekkel és a második világháborús japán szerepvállalással kapcsolatos nézetei kavarták. Abe már 1997 óta támogatta a történelemtankönyv reformját és az azt szorgalmazó, vitatott csoportosulást. Abe az új tankönyvekbe nem akarta belefoglalni a második világháborús japán háborús bűnöket (többek között a szexrabszolgaságot). Véleménye szerinte a történelemórákon a diákok nemzeti öntudatát építeni, nem pedig rombolni kell. Ellenezte azt is, hogy Dél-Korea és Kína kritizálja a könyveket és ezzel beleszóljon japán belügyeibe.
2006. október 6-án a Japán Országgyűlés ülésén Abe több évnyi ellenkezés után nyilvánosan elfogadja a szexuális rabszolgaság voltát, amelyet a japán állam már 1993-ban hivatalosan elismert. Több beszédében és könyvében azonban továbbra is azt állította, hogy a Tokió Perben emberiség elleni bűncselekményekkel vádoltak a japán törvények szerint nem követtek el bűncselekményt. Tagadta azt is, hogy Mandzsukuo bábállam lett volna. 2007. március 1-jén Abe beszédében újra megkérdőjelezte a szexuális rabszolgaságot. A kijelentés nagy felháborodást keltett Japán szomszédainál, főként az érintett államokban.
A konzervatív Abe nem támogatta, hogy a japán császári trónra nő is ülhessen.
A parlamenttel elfogadtatta azt a törvényt, amely a Védelmi Ügynökséget felújította Honvédelmi Minisztériummá. Törekedett az alkotmány 9. paragrafusának átdolgozására, hogy Japán rendelkezhessen valódi hadsereggel.

### Külpolitikája
Abe egy öntudatosabb külpolitikát alkalmazott. Japánt a nemzetközi színtéren nagyobb szerephez akarta juttatni. Elődjéhez, Koizumihoz hasonlóan támogatta országa és az Amerikai Egyesült Államok közti szoros politikai és főként katonai szövetséget.

#### Észak-Korea

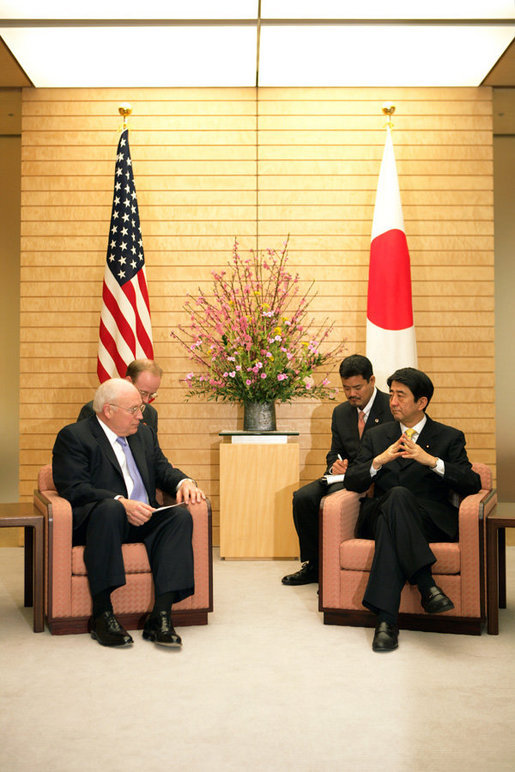
Dick Cheneyvel

Abe Sinzó keményen foglalt állást Észak-Korea és a japán állampolgárok észak-koreai elrablása ügyében.
2002-ben a Japán és Észak-Korea közti tárgyalásokon Koizumi Dzsunicsiró és Kim Dzsongil megegyeztek abban, hogy az elrabolt állampolgárok rövid időre meglátogathatják hazájukat. Az első ilyen látogatás második hetében a Japán Országgyűlés úgy döntött, hogy az elraboltak nem térhetnek vissza családjaikhoz Észak-Koreába. Abe Tovább egy gyönyörű nemzet felé (eredeti japán nevén 美しい国へ, átírással Ucukusii kuni e) című bestseller könyvében bizalmat szavazott ennek a politikai elhatározásnak. Észak-Korea a japánok döntését a diplomáciai ígéret megszegésének nyilvánította, a két ország közötti tárgyalások emiatt megszakadtak.
2006. július 7-én Észak-Korea rakétakísérleteket hajtott végre a Japán-tenger felett. Aszó Taró hivatalban levő külügyminiszter azt az elhatározását, hogy az ENSZ Biztonsági Tanácsába Észak-Korea elleni szankciókról szóló tervezetet nyújtson be, Abe, akkor még a Koizumi-kormány főtitkáraként is erősen támogatta.

#### India
Abe 2007 augusztusában 3 napra Indiába látogatott. Célja egy új ázsiai szövetség kialakítása volt a növekvő kínai gazdasági, politikai és katonai befolyás ellensúlyozására. Az indiai-japán és a indiai-ausztrál „kapocs” lett volna a szövetség megszületése (az amerikai-ausztrál, amerikai-japán, japán-ausztrál és amerikai-indiai szövetségek akkor már léteztek). Kína az országok közti együttműködést „ázsiai NATO”-nak minősítette.
Abe India-politikájának alapja Japán újjáéledő gazdaságának segítése volt, miközben az ország új stratégiai partnert szerzett volna magának. India az egyetlen ázsiai nagyhatalom, amelynek a múltban nem volt komoly katonai összetűzése Japánnal. A legtöbb indiai Japánt az indiai függetlenség segítőjének (a japánok a második világháború alatt támogatták Netadzsi és Indiai Nemzeti Hadseregének függetlenségi mozgalmát) és pacifista országnak tekintik. Az indiai Radhabinod Pal bíró a Tokiói per alatt egyedül hitt a japán katonai vezetés ártatlanságában, ezzel az indiaiak rokonszenvesnek tűnnek a japánok szemében.

### Lemondása

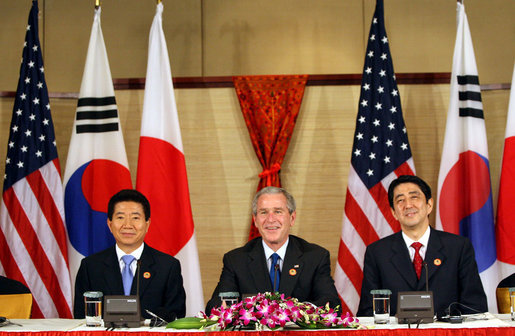
A dél-koreai, az amerikai és japán miniszterelnök

Macuoka Tosikacu mezőgazdasági, erdészeti és halászati miniszter 2007. május 28-i öngyilkosságát követően Abe és kabinetjének támogatottsága tartósan 30% alá csökkent. A mezőgazdasági miniszteri poszton a Macuokát követő Akagi Norihiko korrupciós botrányai miatt lemondásra kényszerült. 2007. július 29-én a kormányzó LDP, így az Abe-kormány is súlyos vereséget szenvedett a felsőházi választásokon. A többséget az ellenzéki Demokrata Párt szerezte meg.
2007. augusztus 27-én, hogy mentse pártját, Abe új kormányt nevezett ki. Ennek ellenére az új mezőgazdasági miniszter, Endó Takehiko, úgy mint elődje, korrupciós ügyek miatt lemondott mindössze 7 nap után.
Miután visszatért Japánba az ausztráliai APEC-csúcsról, egy 2007. szeptember 12-i sajtókonferencián váratlanul bejelentette lemondását, három nappal az új parlamenti ciklus megkezdése után. Azt mondta, hogy népszerűtlensége gátolta hogy az új terrorizmus elleni törvényt elfogadja az országgyűlés. 2007. szeptember 13-án a stressz és a kimerültség okozta bélrendszeri gyulladás miatt Abet kórházba szállították.
2007. szeptember 23-án az LDP különleges pártgyűlésén Fukuda Jaszuo 330 voksot kapott a párt 387 képviselőjétől valamint 141 tartományi és helyi vezetőjétől (az egyetlen ellenfele, Aszó Taró, 197 szavazatot szerzett magának), ezzel ő lett az LDP új elnöke és Japán következő miniszterelnöke egyben.

### Kormánya
Abe már megválasztása napján, 2006. szeptember 26-án összeállította kormányát. Az egyetlen miniszter, aki a Koizumi-kormányban is viselt posztot, Aszó Taró volt. Az előző kabinet posztjai mellé Abe öt új tanácsadói tisztséget hozott létre. Az átalakított kormány 2007. augusztus 27-én állt össze.
| Tisztség                                                                             | Első kormány (2006. szeptember 26.) | Első, átalakított kormány (2007. augusztus 27.) |
| ------------------------------------------------------------------------------------ | ----------------------------------- | ----------------------------------------------- |
| A kormány főtitkára                                                                  | Siozaki Jaszuhisza                  | Joszano Kaoru                                   |
| Belügyi és hírközlési miniszter                                                      | Szuga Josihide                      | Maszuda Hiroja                                  |
| Igazságügyminiszter                                                                  | Nagasze Dzsinen                     | Hatojama Kunio                                  |
| Külügyminiszter                                                                      | Aszó Taró                           | Macsimura Nobutaka                              |
| Pénzügyminiszter                                                                     | Omi Kódzsi                          | Nugaka Fukusiro                                 |
| Oktatásügyi, kulturális, sport, tudomány- és technológiaügyi miniszter               | Ibuki Bunmei                        | Ibuki Bunmei                                    |
| Egészség- és munkaügyi, népjóléti miniszter                                          | Janagiszava Hakuo                   | Maszuzoe Jóicsi                                 |
| Földművelésügyi, erdészeti és halászati miniszter                                    | Macuoka Tosikacu1 Akagi Norihiko1   | Endó Takehiko² Vakabajasi Maszatosi²            |
| Gazdasági, kereskedelmi és iparügyi miniszter                                        | Amari Akira                         | Amari Akira                                     |
| Földügyi, infrastrukturális és közlekedési miniszter                                 | Fujusiba Tecuzó                     | Fujusiba Tecuzó                                 |
| Környezetvédelmi miniszter                                                           | Vakabajasi Maszatosi1               | Kamosita Icsiró                                 |
| Honvédelmi miniszter³                                                                | Kjúma Fumio4 Koike Juriko           | Kómura Maszahiko                                |
| Közbiztonsági és katasztrófamegelőzési miniszter                                     | Mizote Kenszei                      | Izumi Sinja                                     |
| Gazdasági és költségvetési politikáért felelős tárca nélküli miniszter               | Óta Hiroko                          | Óta Hiroko                                      |
| Pénzügyi politikáért felelős tárca nélküli miniszter                                 | Jamamoto Júdzsi                     | Vatanabe Josimi5                                |
| Közigazgatási reformért felelős tárca nélküli miniszter                              | Szata Genicsiró Vatanabe Josimi5    | Vatanabe Josimi5                                |
| Szabályozási reformért felelős tárca nélküli miniszter                               | Szata Genicsiró Vatanabe Josimi5    | Kisida Fumio                                    |
| Okinaváért, az északi területekért és technológiáért felelős tárca nélküli miniszter | Takaicsi Szanae                     | Kisida Fumio                                    |
| Születési arányért és nemi egyenlőségért felelős, ifjúsági tárca nélküli miniszter   | Takaicsi Szanae                     | Kamikava Jóko                                   |
| Nemzetbiztonsági tanácsadó                                                           | Koike Juriko                        | Koike Juriko                                    |
| Gazdaságpolitikai tanácsadó                                                          | Nemoto Takumi                       | Nemoto Takumi                                   |
| Tanácsadó az észak-koreai emberrablások ügyében                                      | Nakajama Kjóko                      | Nakajama Kjóko                                  |
| Oktatásügyi tanácsadó                                                                | Jamatani Eriko                      | Jamatani Eriko                                  |
| Közkapcsolati tanácsadó                                                              | Szekó Hirosige                      | Szekó Hirosige                                  |

Jegyzetek:
- 1 Macuoka Tosikacu 2007. május 28-án öngyilkosságot követett el korrupciós vádak miatt. Utódja, Akagi Norihiko 2007. augusztus 1-jén, önként mondott le. Vakabajasi Maszatosi környezetvédelmi minisztert nevezték ki földművelésügyi miniszternek, így ő két tisztséget viselt egyszerre.
- 2 Vakabajasi Maszatosit 2007. szeptember 3-án nevezték ki földművelésügyi miniszternek Endó Takehiko lemondását követően. Endó pénzügyi botrányok miatt mondott le hivatalából.
- 3 Abe kormányzása előtt ez a tisztség a Védelmi Ügynökség vezértábornoka nevet viselte.
- 4 Kjúma Fumio 2007. július 3-án mondott le a hirosimai bombázásról tett vitatott kijelentése után. Utódja Koike Juriko nemzetbiztonsági tanácsadó lett.
- 5 Vatanabe Josimit 2006. december 28-án nevezték ki a közigazgatási reformért felelős tárca nélküli miniszternek Szata Genicsiró lemondása után. A posztot a szabályozási reformért felelős tárca nélküli miniszter tisztség mellett töltötte be.

## Kormányzása után
2010. augusztus 10-én Kan Naoto demokrata párti miniszterelnök és kormánya bocsánatot kért Dél-Koreától a japán megszállásért. Abe kritizálta a kormány lépéset, a kiadott közleményt meggondolatlannak, Kant és kabinetfőtitkárát, Szengoku Jositót pedig tudatlannak nevezte a történelmi ügyek kezelésében.

## Második miniszterelnöki ciklusa (2012–2014)

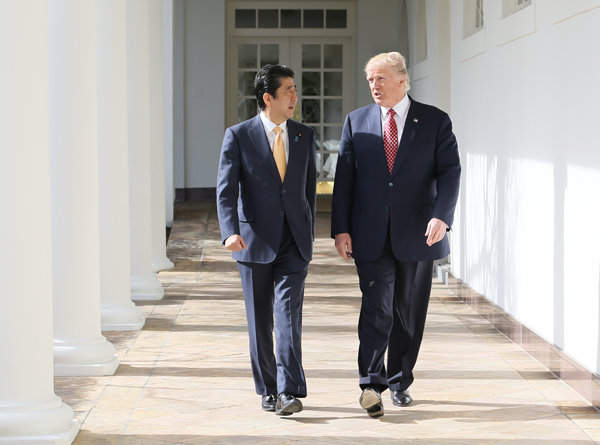
Abe és Donald Trump amerikai elnök a Fehér Házban, 2017 februárjában

2012. szeptember 26-án Abét újraválasztották pártja, az akkor ellenzékben lévő Liberális Demokrata Párt elnöki posztjára. Kampányában a gazdaság fellendítésére tett ígéretet, illetve határozottabb fellépést sürgetett Kínával szemben a Szenkaku-szigetek (kínaiul Tiaojü-szigetek) körül kialakult vitában. A 2012 decemberi választásokon fölényes győzelemre vezette pártját, december 26-án a japán parlament másodszor is miniszterelnöknek választotta.

### Belpolitikája
Hivatalba lépése után agresszív gazdaság- és monetáris politikába fogott: január első felében a kormány gazdaságélénkítő csomagot hagyott jóvá (amelynek nagy része a 2011-ben földrengéssel és szökőárral sújtott területek újjáépítésére, valamint infrastruktúra-fejlesztésre van kijelölve), a jegybankkal 2%-os inflációs célt fogadtatott el, illetve annak élére a saját maga által is vallott nézeteket (az újfajta, határozottabb gazdaságpolitikai és monetáris megközelítést) hangoztató és a kormány politikáját támogató Kuroda Haruhikót ültette.
Abe gazdasági politikája Abenomics néven vált ismertté. A miniszterelnök 2013 januári országgyűlési beszédében jelentette be és vázolta fel az Abenomics három elemét (japánul „három nyílnak” hívják az elemeket, Móri Motonari daimjó történetére utalva).
Az Abenomics egyik eleme a womenomics (az angol nők és gazdaságtan, azaz women és economics szavak összerántása), a nők munkavállalásának ösztönzése, a vezetői pozíciókban a női vezetők számának emelése és a gazdaságban a nemek közötti egyenlőség elérése volt. Célja a nők munkaerőpiaci helyzetének javításán keresztül a gazdaság fellendítése és Japán termékenységi rátájának növelése volt. Az Abe-kormány 2012–2020-as hivatali ideje alatt növelte a gyermekek napközbeni ellátását biztosító intézmények számát, ingyenessé tette az óvodákat, emelte a gyermekgondozási díjat és meghosszabbította a maximálisan kivehető apasági szabadság hosszát. A womenomics sikere vitatott; bár a nők foglalkoztatási rátája Abe 2012-es hivatalba lépése és 2019 között 61%-ról 71%-ra nőtt, mindeközben a Világgazdasági Fórum nemek közötti egyenlőséget vizsgáló éves ranglistáján Japán a 2012-es 101. helyről 2020-ra a 121. helyre esett vissza.
Az Abe kormány 2013-tól megerősítette a miniszterelnök pozícióját az államszervezettel szemben. A mindenkori japán miniszterelnök politikai befolyását az 1990-es évek óta több reform is növelte. Ezen reformokra építve Abe több hatáskört és személyzeti döntési jogot központosított a kormányhivatalban. A hivatalon belül 2013-ban létrehozták a nemzetbiztonsági tanácsot és nemzetbiztonsági titkárságot, amellyel megnőtt a miniszterelnök befolyása a biztonságpolitika és a külügyi és védelmi szaktárcák felett. 2014-ben megalapítottak egy személyzeti irodát is, amely az addig 200 helyett körülbelül 600 hivatalnok kinevezéséért felel és nagyobb kontrollt biztosít az egyes minisztériumokban és kormányhivatalokban.

### Külpolitikája
Abe újonnani kormányra kerülése után is kiemelkedő fontosságúnak tartotta az indiai–japán kapcsolatokat. 2013 májusában a Japánba látogató Manmohan Szingh indiai miniszterelnök és Abe közös nyilatkozatban kötelezték el magukat a békés célú nukleáris együttműködés mellett. Megegyeztek, hogy felgyorsítják a két ország között zajló tárgyalásokat azon egyezmény megkötéséről, amelynek értelmében Japán nukleáris technológiát és felszerelést nyújt majd át Indiának. A két miniszterelnök elkötelezte magát a további, gyakoribb indiai-óceáni közös haditengerészeti gyakorlatok mellett is.

## Negyedik ciklusa miniszterelnökként (2017–2020)

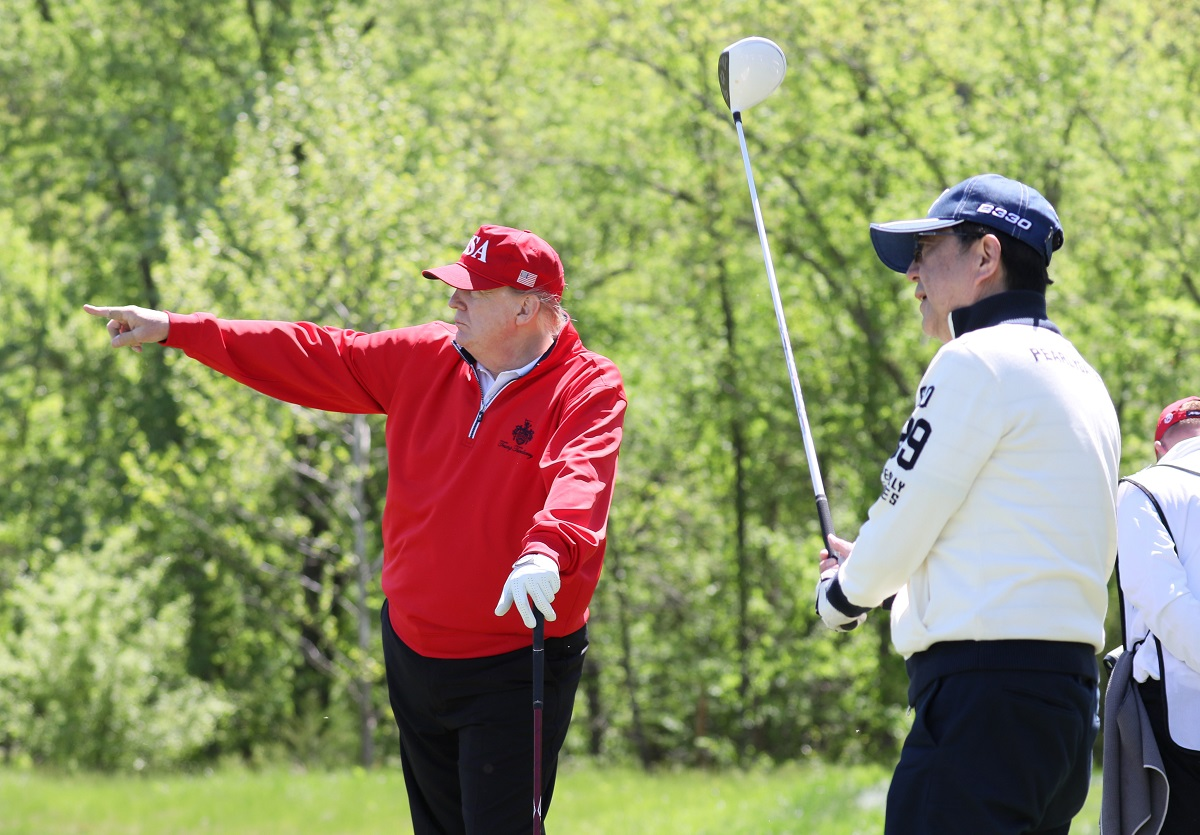
Abe közeli kapcsolatokat alakított ki Donald Trump amerikai elnökkel

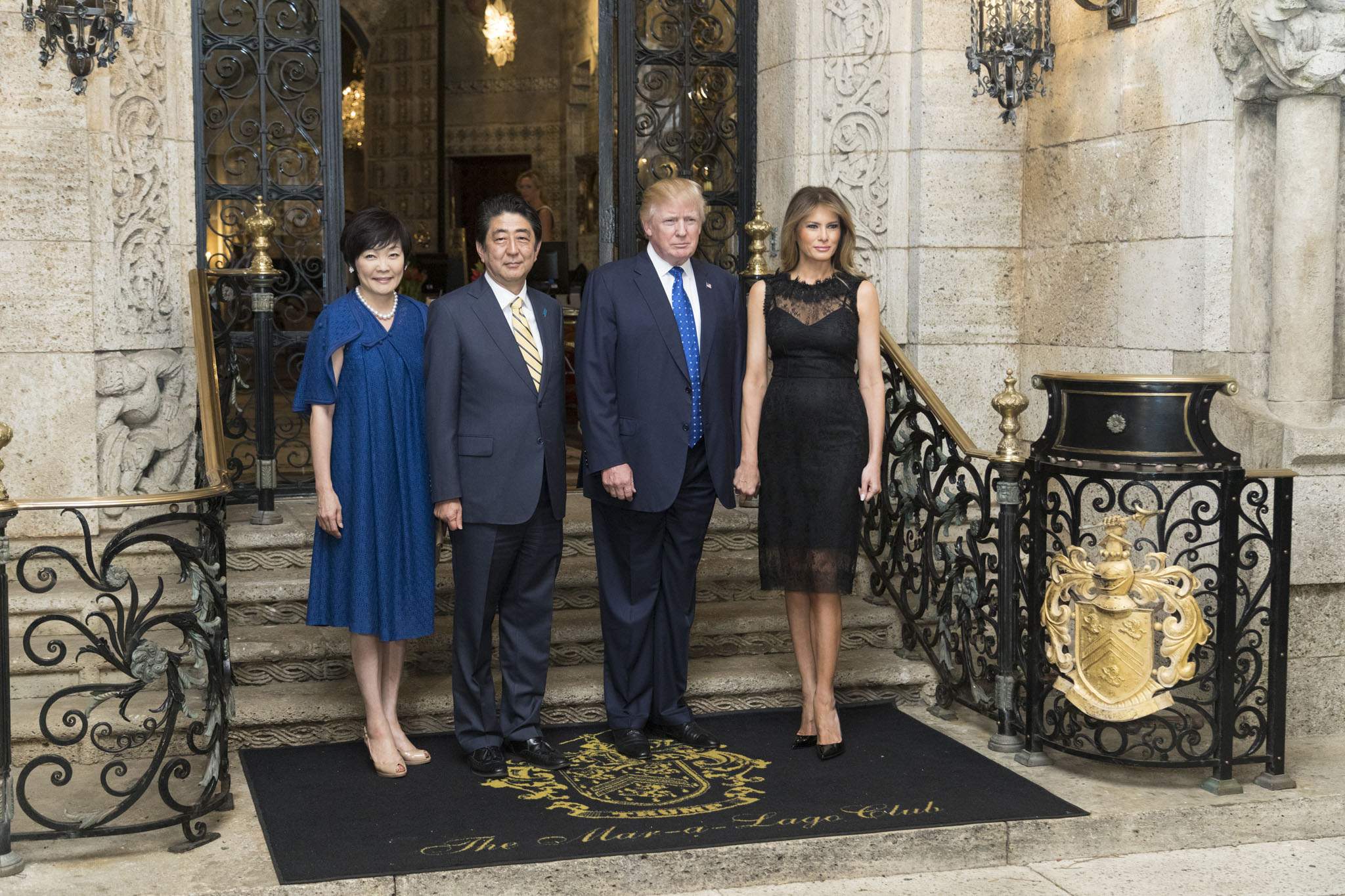
Abe Donald Trump amerikai elnökkel Floridában Trump Mar-a-Lago-i birtokán

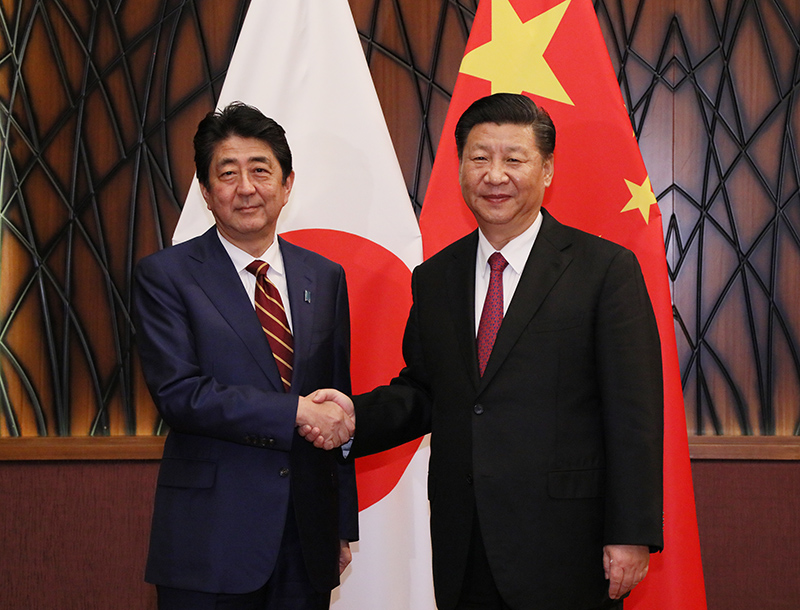
Abe és Hszi Csin-ping 2017. novemberben

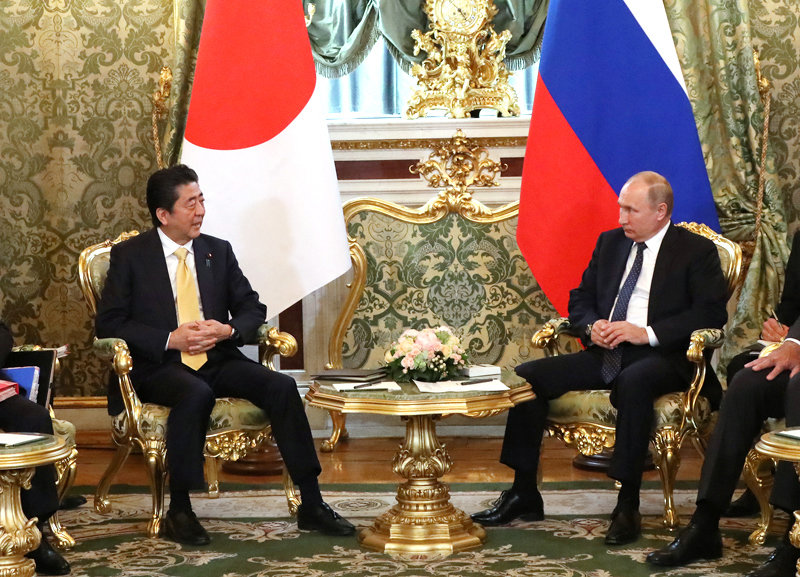
Abe Vlagyimir Putyinnal 2018. május 26-án a Szentpétervári Nemzetközi Gazdasági Fúrumon

A 2017-es japán választásokat 2017. október 22-én bonyolították volna le. Abe miniszterelnök szeptember 25-én kérte előrehozott választások megtartását, mikor a médiában az észak-koreai válság volt a fő téma. Abe politikai ellenfelei szerint azért kérte ezt az időpontot, nehogy kérdéseket tehessenek fel a parlamentben az állítólagos botrányai kapcsán. A várakozások szerint a diétában Abe szerzi meg a többséget. Abe kormányzó koalíciója a szavazatok majdnem felét, a képviselőhelyeknek pedig a kétharmadát megszerezte. A kampány vége és a szavazás egybeesett azzal az idősávval, mikor 2017 legnagyobb tájfunja, a Lan elérte Japánt.

### Kedvezményezéses botrány
2018. márciusban nyilvánosságra került, hogy a pénzügy minisztérium (az élén Aszó Taró pénzügyminiszterrel az élén) meghamisított dokumentumokat nyújtott be a parlamentnek a Moritomo Gakuen botránnyal kapcsolatban, melyből kiszedtek 14 olyan oldalt, mely Abét érintette. Többen úgy gondolták, hogy a botrány Abe székébe kerülhet a Liberális Demokrata párt élén. Abban az évben további botrányok is létrejöttek, amikor azzal vádolták Abét, hogy kedvezményes szerződéseket kötött barátjával, Kake Kótaróval, mely alapján állatorvosi kart nyithatott a saját iskolájában, a Kake Gakuenen. Abe visszautasította a vádakat, de a közvélemény-kutatásokon a kormánya támogatottsága 30% alá csökkent, ami a 2012-es hatalomra jutása óta mért legalacsonyabb volt. Többek között Koizumi Dzsunicsiró volt miniszterelnök is a távozását követelte. A botrány az "Abegate" nevet kapta.
Bár a botrány nem tette tönkre a politikai imázsát, nem sok jót tett a tekintélyének. 2018 júliusában Abe megítélését tovább rontotta, hogy a Japán nyugati részét elárasztó rettenetes árvíz közepette italozós partit tartott az LDP törvényhozóival. Egy 2019-ben a Reuters által elvégzett közvélemény kutatás alapján a japán cégek többsége azt akarta, hogy Abe miniszterelnök 2021. szeptemberben fejezze be a miniszterelnöki tisztség betöltését, de ötből csak egy mondta, hogy tovább is maradnia kellene.

### Külpolitikája
Abe támogatta a 2018-as Észak-Korea–Egyesült Államok-csúcstalálkozót. Röviddel a találkozó után Abe úgy nyilatkozott a riportereknek, hogy örvend „a változásoknak Észak-Koreában”, a megváltozott diplomáciai hangnemet pedig Japán, Dél-Korea és az Amerikai Egyesült Államok összehangolt szankciójának sikereként értelmezte. Abe azonban figyelmeztette Trump elnököt, nehogy kompromisszumot kössön Észak-Korea rakétaprogramjával kapcsolatban, mert az Japánt veszélynek teheti ki a rövid hatótávolságú rakétákkal, melyek nem érik el az USA partjait. Abe kifejezte szándékát, hogy kétoldalú tárgyalásokat folytasson az elrabolt japánok ügyében, és megkérte Trumpot, hogy hozza fel a témát a tárgyalásokon. 2018-ban kétnapos hivatalos látogatáson volt Kínában, ahol javítani szerette volna a külügyi kapcsolatokat, s ezalatt többször is tárgyalt Hszi Csin-ping elnökkel. Ekkor Abe megígérte, hogy 2019-ben lazítani fog azokon a követelményeken, melyek betartásával kínai állampolgárok, főleg a fiatal felnőttek, japán vízumot kaphatnak. Abe kifejezte szándékát, hogy Hszi Csin-ping látogatást tegyen Japánban, mely során elmélyítheti a két ország kapcsolatát. Abe figyelmeztette Pinget a Hong Kong-i tüntetésekre a 2019-es oszakai G20 csúcstalálkozón. Abe azt mondta Hszinek, hogy Hong Kong számára lényeges, hogy az egy ország, két rendszer elv alapján szabad és nyitott maradjon a terület.

### Újraválasztása az LDP élén
2018. szeptember 20-án Abét újraválasztották a vezető Liberális Demokrata Párt vezetőjeként.

### Leghosszabb ideje aktív miniszterelnök
2019. november 19-én Abe lett Japán leghosszabb ideje a miniszterelnöki posztot betöltő miniszterelnöke, mikor megdöntötte Kacura Taró 2883 napos rekordját. 2020. augusztus 24-én ő lett a leghosszabb ideje a miniszterelnöki pozíciót egyhuzamban betöltő vezetője az országnak, mellyel Szató Eiszaku 2798 napos rekordja dőlt meg.

### Lemondása
Abe fekélyes vastagbélgyulladása 2020. júniusban kiújult, és emiatt az egészségügyi állapota egész nyáron folyamatosan romlott. Több orvosi vizsgálat után 2020. augusztus 28-án Abe bejelentette, hogy ismét szándékában van lemondani a pozíciójáról, mivel az állapota javítása érdekében fontos kezelések miatt képtelen ellátni a hivatali teendőit. Addig marad a hivatalában, míg utódját ki nem választja az LDP. Abe tartózkodott attól, hogy konkrét utódot jelöljön ki.Lemondása után Szuga Josihide lett az új Japán kormányfő.

## Kormányzásának mérlege
Az Abe-kormány hagyatékának megítélése vegyes. A nemzetközi porondon Abénak köszönhetően Japán szerepe és presztízse nagyobb, mint hivatali idejének kezdetén. Új biztonság- és külpolitikai partnerséget hozott létre Indiával és Ausztráliával, biztonsági egyezményeket írt alá délkelet-ázsiai országokkal és többévi tárgyalás után átfogó kereskedelmi egyezményt az Európai Unióval, amely a világ legnagyobb szabadkereskedelmi egyezménye. A csendes-óceáni térségben szorosabb kapcsolatokat épített ki a régió demokratikus államaival, és miután az Amerikai Egyesült Államok visszalépett a Transz-csendes-óceáni Partnerségtől, a megmaradt 11 ország részben Abe vezetőségének köszönhetően folytatta tagságát. Ennek ellenére Abe több külpolitikai célját nem érte el. Nem sikerült megoldani az Észak-Korea által elrabolt japán állampolgárok kérdését és a japán–orosz határvitát, és a japán–dél-koreai kapcsolatok is jelentősen romlottak hivatala ideje alatt.

## Frakciói
Abe a Liberális Demokrata Párton belül a Mori frakció (hivatalos japán nevén 清和政策研究会, átírással Szeiva Szeiszaku Kenkjó-kai) tagja. A frakciót Mori Josiró volt japán miniszterelnök vezeti. Koizumi Dzsunicsiró régebben tagja volt a Mori frakciónak, de elhagyta, mivel egy magas párttisztséget fogadott el. 1986-tól 1991-ig Abe apja, Abe Sintaró vezette ezt a frakciót.

## Meggyilkolása
Abe 2022. július 8-án Narában kampányolt egy ottani képviselő mellett, amikor a vasútállomáson tartott beszéde közben egy támadó, Jamagami Tecuja saját készítésű sörétes fegyveréből két lövést adott le Abe hátába. Abe egy ideig kritikus állapotban feküdt a kórházban, ahol végül belehalt sérüléseibe.
Jamagamit a helyszínen letartóztatták, a kihallgatásán azt mondta: a miniszterelnökkel szembeni elégedetlensége motiválta őt tette elkövetésében.

## Lásd még
- Abe Akie
- Abe Sintaró
- Japán kormányfőinek listája
- Koizumi Dzsunicsiró
- Fukuda Jaszuo